# Francis A. & Edward K.
Francis A. & Edward K. è un album discografico del 1968 di Frank Sinatra e Duke Ellington and His Orchestra.

## Il disco
Questa fu la prima volta in cui Sinatra collaborò con Ellington e la sua celebre big band. Il progetto Sinatra/Ellington era atteso da lungo tempo, ma quando finalmente si concretizzò, il risultato non fu pienamente soddisfacente. Ellington aveva da poco perso il suo partner musicale per eccellenza, Billy Strayhorn, e gli arrangiamenti inadatti per i brani, uniti all'orchestra ellingtoniana che sembra suonare "fredda" e di malavoglia, contribuirono all'insuccesso dell'album presso critica e pubblico. L'unica composizione sul disco firmata da Duke Ellington è I Like the Sunrise.
Il termine delle sessioni per l'album coincise con il cinquantaduesimo compleanno di Sinatra.

## Tracce
1. Follow Me (Alan Jay Lerner, Frederick Loewe) – 3:56
2. Sunny (Bobby Hebb) – 4:15
3. All I Need Is the Girl (Stephen Sondheim, Jule Styne) – 5:01
4. Indian Summer (Victor Herbert, Al Dubin) – 4:14
5. I Like the Sunrise (Duke Ellington) – 5:02
6. Yellow Days (Álvaro Carrillo, Alan Bernstein) – 5:00
7. Poor Butterfly (Raymond Hubbell, John Golden) – 4:29
8. Come Back to Me (Burton Lane, Lerner) – 3:22

## Crediti
- Frank Sinatra - voce
- Duke Ellington and His Orchestra
- Billy May - arrangiamenti, conduzione musicale
- Jeff Castleman - contrabbasso
- Johnny Hodges - sassofono contralto